# Bellamya phthinotropis
Bellamya phthinotropis је пуж из реда Architaenioglossa. 

## Угроженост
Ова врста се сматра угроженом.

## Распрострањење
Ареал врсте је ограничен на мањи број држава. 
Врста је присутна у Кенији, Танзанији и Уганди.

## Станиште
Станиште врсте су слатководна подручја. 